# Kiss Me, Kate
Kiss Me, Kate ("Kyss mig, Kate") är en amerikansk musikal i två akter med musik och sångtexter av Cole Porter. Libretto av Samuel och Bella Spewack som är baserat på William Shakespeares komedi Så tuktas en argbigga. Orkestrering av Robert Russell Bennett.

## Historia
Kiss me, Kate hade urpremiär den 30 december 1948 på New Century Theatre i New York och den gick 1077 gånger på Broadway.
Musikalen fick svensk premiär den 14 september 1951 på Oscarsteatern i Stockholm med Ulla Sallert och Per Grundén i huvudrollerna.
En filmversion med samma titel fick premiär 1953.

## Personer
- Fred Graham, teaterdirektör, i pjäsen Petruchio
- Lois Lane, i pjäsen Bianca
- Lilli Vanessi, i pjäsen Katarina
- Bill Calhoun, i pjäsen Lucentio
- Harry Trevor, i pjäsen Baptista
- Ralph, inspicient
- Hattie, påkläderska
- Paul, påklädare
- Förste gangster
- Andre gangster
- Harrison Howerll, senator

## Handling
Musikalen utspelar sig i Baltimore, Maryland, i mitten av augusti 1948 och handlar om ett resande teatersällskap som ger Så tuktas en argbigga. Makarna Spewack ville att Cole Porter skulle åta sig att komponera musiken; han var tveksam men blev till sist övertalad. Trots att han led av sviterna efter en ridolycka började han komponera våren 1948. 

## Kända melodier
- So in love
- Wunderbar
- I hate men
- Too darn hot
- Brush up your Shakespeare.